# Tasha Ghouri
Natasha Amber Ghouri (Thirsk, Yorkshire, 11 de agosto de 1998) es una modelo, autora, bailarina y personalidad de televisión británica. Siendo sorda de nacimiento, se convirtió en bailarina y modelo, apareciendo en el vídeo musical de «More Than Words» de Sleepwalkers con MNEK y un elenco de bailarines con problemas de audición, e inicialmente llamó la atención por modelar pendientes para ASOS. Sus apariciones en la octava temporada de Love Island en la que ella y Andrew Le Page quedaron en cuarto lugar, le valieron numerosos papeles como embajadora, y más tarde lanzó un podcast, Superpowers with Tasha, y publicó un libro, Hits Different. En enero y febrero de 2024, pasó una semana como invitada de Countdown, y más tarde ese mismo mes, la BBC informó de que se había hecho viral en TikTok después de subir un vídeo a la plataforma utilizando su acento de sorda. Fue concursante y finalista de la vigesimosegunda temporada de Strictly Come Dancing, en la que formó pareja con Aljaž Škorjanec.

## Vida y carrera

### Primeros años
Natasha Amber Ghouri nació el 11 de agosto de 1998 en Thirsk hija de Nicky Young y Tarek Ghouri. Tanto ella como su hermano son de ascendencia india. Nació sorda y al principio le pusieron audífonos antes de colocarle un implante coclear en la Bradford Royal Infirmary justo antes de cumplir los cinco años. El implante le duró hasta los dieciséis años y no se lo cambiaron durante cinco meses. Posteriormente, Ghouri se sometió a una logopedia y fue incapaz de hablar hasta los cinco años, ya que hasta entonces se había comunicado exclusivamente en lengua de signos británica. En diciembre de 2022 declaró a Naga Munchetty que su sordera le provoca migrañas y agotamiento, debido a la necesidad de leer constantemente los labios, y en mayo de 2024 declaró a Radio Times que dicho cansancio puede hacer que necesite «pasar unos días en cama» para recuperarse debido a la sobrecarga sensorial.
Empezó a bailar ballet a los tres años, aunque en una entrevista concedida a Kiss en agosto de 2024 declaró que «no se le daba bien». De niña, solía imitar la coreografía del disco de sus padres Gold: Greatest Hits de Steps. Más tarde asistió a la escuela primaria de Thirsk, CAPA College, y a la Creative Academy de Slough. En agosto de 2024 declaró que había recibido formación en danza comercial urbana. Tras graduarse, se trasladó a Londres, donde fichó por una agencia de modelos y trabajó como bailarina autónoma detrás de un bar. Después pasó seis meses en Francia.
En octubre de 2020, apareció en el vídeo musical de «More Than Words» de Sleepwalkrs con MNEK, que fue dirigido por Mike Baldwin y contó con la actuación de un cuerpo de baile compuesto por bailarines sordos y con discapacidad auditiva. En abril de 2021, ASOS realizó una campaña publicitaria de pendientes con Ghouri, por la que se hizo viral su elección de contratar a una portadora de implante coclear y recibió elogios de Sense, The National Deafblind and Rubella Association y el Royal National Institute for Deaf People. Más tarde salió con Giovanni Pernice después de que la pareja conectara a través de Instagram; se conocieron en enero de 2022, aunque su relación se disipó después de que él emprendiera el Strictly Come Dancing: The Live Tour! 2022.

### Love Island
En 2022, Ghouri se presentó al programa de citas de la ITV2, Love Island. En una edición de octubre de 2023 del podcast Working Hard, Hardly Working de Grace Beverley, contó que se había presentado anteriormente a Jugando con fuego, pero que le dijeron que no era adecuada para el programa y que un productor que trabajaba en ambos programas la recomendó. ITV anunció en mayo de 2022 que Ghouri sería una concursante original en la octava temporada de Love Island, convirtiéndose en la primera concursante sorda del formato. Inicialmente se emparejó con Andrew Le Page tras enfrentarse a una votación del público, aunque Jay Younger y Charlie Radnedge la citaron a las dos semanas,  y ella y Le Page siguieron siendo pareja hasta la Casa Amor del formato, cuando Le Page pasó un breve periodo con Coco Lodge antes de romper con ella y Ghouri pasó un breve periodo con Billy Brown antes de romper con él; una descontenta Lodge reveló más tarde a sus compañeros de la isla lo que ella y Le Page habían hecho en la primera noche de Casa Amor, y Le Page se hizo viral más tarde por su torpe explicación a Ghouri.
Ghouri y Le Page llegaron a la final y quedaron en cuarto lugar, pasando 58 días en el programa. Durante su participación, Ghouri recibió una gran cantidad de insultos por su forma de hablar, con vídeos con la temática de «girls mocking Tasha» (chicas burlándose de Tasha) recibiendo más de 6.100.000 visitas en TikTok; el volumen de insultos dirigidos a Ghouri llevó más tarde a sus delegados en las redes sociales a pedir que los comentaristas dejaran de burlarse de su sordera, y en diciembre de 2022, ITV anunció que prohibiría a los participantes tener cuentas activas en las redes sociales durante su estancia en el programa. Ella y Le Page se mudaron a un apartamento en el este de Londres en septiembre de 2022, y más tarde adoptaron una perra, Luna. Ghouri utilizó un tuit de abril de 2023 para alegar que el rodaje de Love Island le había impedido rodar la película Barbie en 2023, para la que se había presentado como bailarina y había llegado a la final.
Después de Love Island, Ghouri utilizó su plataforma para animar a la gente a aprender el lenguaje de señas. En agosto de 2022, eBay anunció que Ghouri sería su primera embajadora de artículos de segunda mano, y al mes siguiente lanzó una colección de 60 artículos en el sitio web, cuyos beneficios se destinaron al Royal National Institute for Deaf People;también en septiembre, se convirtió en embajadora de Cadbury Fingers, para la que rodó un vídeo de campaña junto con la National Deaf Children's Society y L'Oréal. Más tarde se convirtió en embajadora de Ann Summers, para la que apareció en su anuncio de Navidad y encabezó su colección Luminescent; Sisters & Seekers, una marca de moda con sede en Llay; y Lullabellz, una marca de belleza y cuidado del cabello.

### Carrera posterior en los medios de comunicación
En diciembre de 2022, Ghouri apareció como concursante en The Weakest Link y en Britain Get Singing, un concurso de canto; más tarde apareció en la séptima temporada de CelebAbility. En 2023, lanzó un podcast, Superpowers with Tasha, en el que reimagina las discapacidades como superpoderes. En septiembre de 2023, Ghouri y la autora y editora autista afincada en Londres Lizzie Huxley-Jones anunciaron que estaban escribiendo una novela romántica, Hits Different, en la que una joven adulta sorda persigue su sueño de convertirse en bailarina; Wales Online utilizó su artículo para señalar que Ghouri había hecho su anuncio a sus 1.500.000 seguidores. Más tarde, Hot Key Books adquirió los derechos de la novela, que salió a la venta en junio de 2024. En enero y febrero de 2024, pasó una semana como invitada en el programa de concursos británico Countdown, poco después de lo cual ella y Johannes Radebe  impartieron una clase de claqué para principiantes en el Meadows Community Centre de Cambridge en la que participó la reina Camilla.
En enero de 2024, subió a TikTok un vídeo en el que se quitaba el implante coclear y hablaba con su acento de sorda. El 6 de febrero, el vídeo había recibido «casi 3 millones de visitas», se había compartido ampliamente en la plataforma y había sido elogiado por el Royal National Institute for Deaf People. RTÉ informó el 15 de febrero de que Ghouri había subido el vídeo a «sus casi 863.000 seguidores». En el programa Lorraine de ese día, Ghouri explicó que quería subir un vídeo en ese sentido desde que dejó Love Island, pero que no se había sentido preparada. Ese mismo mes, la Autoridad de Normas Publicitarias la incluyó en su página de incumplimiento por publicar habitualmente anuncios sin etiquetar a pesar de las advertencias previas. Después participó en una campaña gubernamental para combatir la soledad, junto a Josh Patterson, Bobby Brazier, Bradley Riches, Anastasia Kingsnorth y Bronte King.
En agosto de 2024, Ghouri fue anunciada como concursante de la vigesimosegunda temporada de Strictly Come Dancing. Fue la segunda concursante sorda, tras Rose Ayling-Ellis, y la segunda exconcursante de Love Island, tras Zara McDermott. Su participación se anunció en una entrevista en Kiss y fue elogiada por la National Deaf Children's Society. Formó pareja con Aljaž Škorjanec. Llegaron a la final de la temporada y quedaron como subcampeones por detrás de Chris McCausland y Dianne Buswell. Ghouri participará en la edición de 2025 de Strictly Come Dancing Live!.